# 밥 시그런
로버트 "밥" 시그런(Robert "Bob" Seagren, 1946년 10월 17일 ~ )은 미국의 장대높이뛰기 선수이다.
캘리포니아주 포모나 출신으로 1960년대 후반과 1970년대 초반의 세계에서 최고의 장대높이뛰기 선수들 중의 하나로 알려진 시그런은 6개의 AAU, 4개의 NCAA 타이틀을 우승하였다.
그의 세계 기록들은 5.32m(1966), 5.36m(1967), 5.41m(1968), 5.36m(1972)을 포함한다.
1968년 멕시코시티 올림픽에 참가하여 금메달을 획득하였고, 4년 후 뮌헨 올림픽에서는 이전 대회에서 3위를 하던 동독의 볼프강 노르트비히에게 패하여 2위로 오고 말았다. 2000년 시드니 올림픽에거 닉 하이송이 우승할 때까지 미국은 장대높이뛰기 종목을 우승하지 않을 것이라는 전망이 보였다.
서던캘리포니아 대학교를 졸업하고, 영화와 텔레비전 쇼에 나오는 배우가 되었다. 1977년 텔레비전 시리즈 《소프》에서 빌리 크리스털이 맡은 조디 댈러스의 동성애자 미식축구 선수 역을 맡았다.
오늘날에는 자동차 경주, 보디빌딩 경연 등의 개발, 관리 등에 전문적인 국제 시티 경주의 최고경영자로 있다.